# Darrell Walker
Darrell Walker (Chicago, 9 de março de 1961) é um ex-jogador de basquete norte-americano que foi campeão da Temporada da NBA de 1992–93 jogando pelo Chicago Bulls, na sua temporada final na NBA.
Sua carreira de dez anos incluiu passagens nos New York Knicks (1983–1986, foi escolhido pro Time de Novatos em 1984), Denver Nuggets (1986–1987), Washington Bullets (1988–1991), e Detroit Pistons (1992) antes de ir para os Bulls em 1993. Depois de aposentar foi técnico do Toronto Raptors por uma temporada e meia (1996–1998), técnico interino do Washington Wizards por meia temporada (1999–2000), assistente técnico no Detroit Pistons (2008–2011) e no New York Knicks (2012–2014).